# Dobu
Dobu ist eine kleine Insel der D’Entrecasteaux-Inseln vor Papua-Neuguinea. Sie liegt südlich der Insel Fergusson und nördlich der Insel Normanby. Die Insel ist Teil des Vulkanfeldes Dawson Strait Group. Sie besteht aus mehreren, zusammengewachsenen Vulkanen.

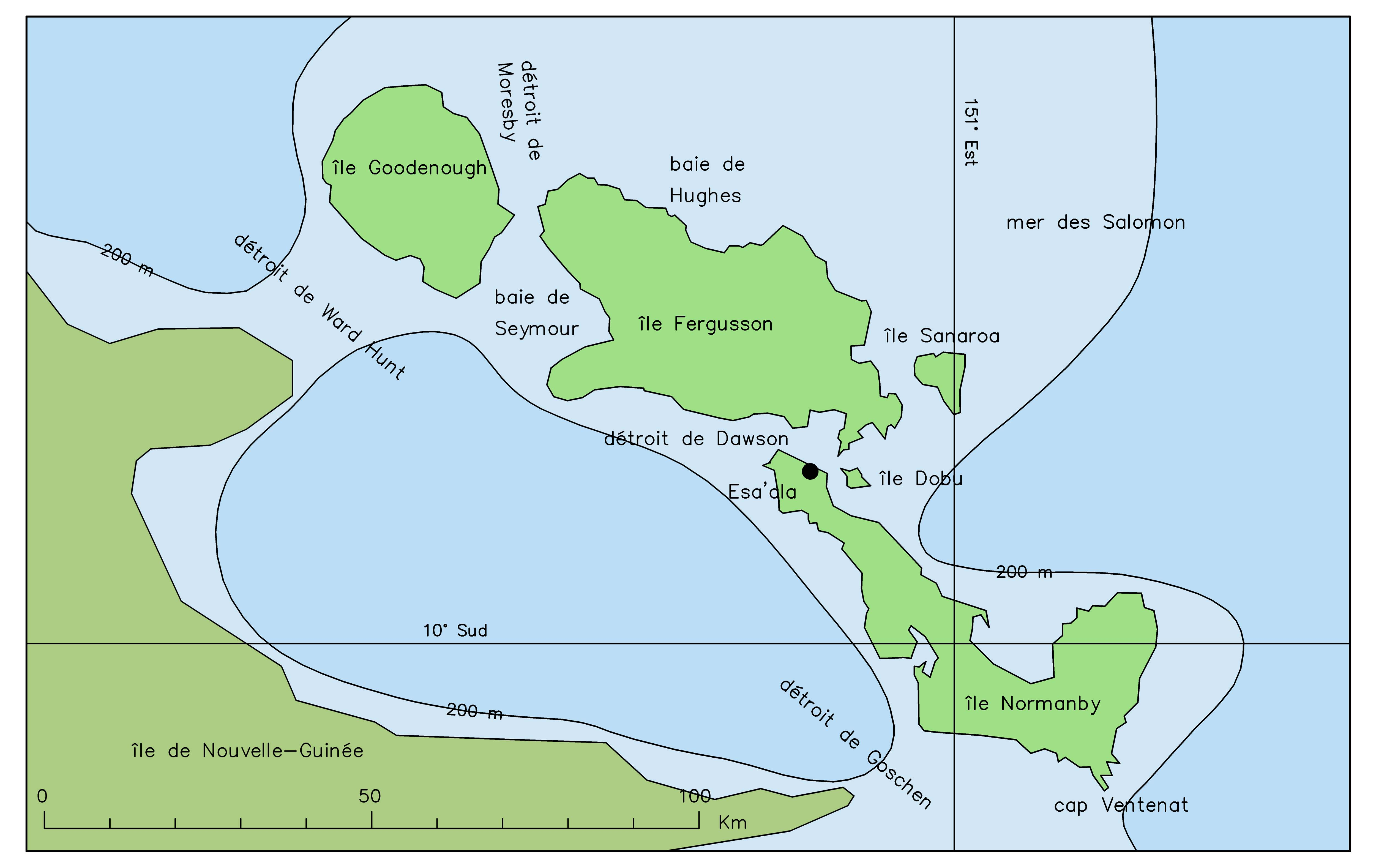
Lage von Dobu im Archipel d’Entrecasteaux

Die Insel ist namensgebend für die Dobu Rural LLG (Local Level Government) Area im Distrikt Esa'Ala der Milne Bay Province. Die Dobu Rural LLG umfasst den Nordwestteil von Normanby und den Ostteil von Fergusson.
Die Kultur der Bewohner wurde durch Reo Fortune und Ruth Benedict in den 1930er Jahren beschrieben, das hierbei gezeichnete Bild einer sehr kriegerischen Gesellschaft aber durch neuere Arbeiten der Ethnologin Susanne Kuehling in Frage gestellt.